# Karanganyar (plaats in Kebumen)
Karanganyar is een stad en onderdistrict in Midden-Java, Indonesië. De stad telt bijna 249.000 inwoners. Bij Gombong is ook het Fort Van der Wijck gelegen.

## Onderverdeling
Tot het onderdistrict behoren de dorpen:
Candi,
Giripurno,
Grenggeng,
Jatiluhur,
Karanganyar,
Karangkemiri,
Panjatan,
Plarangan,
Pohkumbang,
Sidomulyo,
Wonorejo.